# Martín Alund
Martín Alund (* 26. Dezember 1985 in Mendoza) ist ein ehemaliger argentinischer Tennisspieler.

## Karriere
Martín Alund feierte vor allem auf der ATP Challenger Tour Erfolge. So gewann er im Doppel sieben Titel mit wechselnden Partnern. Zum 18. Februar 2013 durchbrach er erstmals die Top 100 der Weltrangliste im Einzel, seine höchste Platzierung war Rang 83 im März im selben Jahr.
Seine einzigen Teilnahmen bei Grand-Slam-Turnieren hatte er 2013 bei den French Open und den Wimbledon Championships, wo er jeweils nicht die Auftaktrunde überstand.
Nach mehr als einem Jahr Pause wegen Verletzungen entschied sich Alund 2017 vom Profitennis zurückzutreten.

## Erfolge
| Legende (Anzahl der Siege)  |
| Grand Slam                  |
| ATP World Tour Finals       |
| ATP World Tour Masters 1000 |
| ATP World Tour 500          |
| ATP World Tour 250          |
| ATP Challenger Tour (7)     |

### Doppel

#### Turniersiege
| Nr. | Datum             | Turnier      | Belag | Partner               | Finalgegner                                           | Ergebnis          |
| --- | ----------------- | ------------ | ----- | --------------------- | ----------------------------------------------------- | ----------------- |
| 1.  | 16. November 2009 | Lima         | Sand  | Juan-Martín Aranguren | Cristóbal Saavedra Corvalán Guillermo Rivera Aránguiz | 6:4, 6:4          |
| 2.  | 27. Februar 2012  | Salinas      | Sand  | Horacio Zeballos      | Ariel Behar Carlos Salamanca                          | 6:3, 6:3          |
| 3.  | 9. April 2012     | Pereira      | Sand  | Guido Pella           | Sebastián Decoud Rubén Ramírez Hidalgo                | 6:3, 2:6, [10:5]  |
| 4.  | 8. Oktober 2012   | San Juan (1) | Sand  | Horacio Zeballos      | Nicholas Monroe Simon Stadler                         | 3:6, 6:2, [14:12] |
| 5.  | 29. Oktober 2012  | Buenos Aires | Sand  | Horacio Zeballos      | Facundo Argüello Agustín Velotti                      | 7:66, 6:2         |
| 6.  | 5. November 2012  | Guayaquil    | Sand  | Facundo Bagnis        | Leonardo Mayer Martín Ríos Benítez                    | 7:5, 7:65         |
| 5.  | 18. Oktober 2014  | San Juan (2) | Sand  | Facundo Bagnis        | Diego Sebastián Schwartzman Horacio Zeballos          | 4:6, 6:3, [10:7]  |